# ماركوس كيلر (تريثلت)
ماركوس كيلر هو تريثلت سويسري، ولد في 21 أبريل 1967.

## وصلات خارجية
- ماركوس كيلر على موقع اتحاد الترياتلون الدولي (الإنجليزية)
- ماركوس كيلر على موقع IAT Triathlon Database (الإنجليزية)
- ماركوس كيلر على موقع أوليمبيديا (الإنجليزية)